# Tambaksari (Tirtajaya)
Tambaksari is een bestuurslaag in het regentschap Karawang van de provincie West-Java, Indonesië. Tambaksari telt 7193 inwoners (volkstelling 2010).